# Tići
Tići su naselje u Hrvatskoj u sastavu Grada Vrbovskog. Nalaze se u Primorsko-goranskoj županiji.

## Zemljopis
Sjeverno su Žakule, sjeverno-sjeveroistočno su Dokmanovići i Jakšići, sjeveroistočno su Vučinići, istočno-jugoistočno su Mlinari, jugoistočno su Radoševići, zapadno-sjeverozapadno su Donji Vukšići i Gornji Vukšići, sjeverozapadno su Carevići i Moravice.

## Stanovništvo
| broj stanovnika | 66    | 83    | 91    | 84    | 84    | 96    | 83    | 111   | 91    | 85    | 78    | 62    | 51    | 63    | 39    | 48    | 21    |
|                 | 1857. | 1869. | 1880. | 1890. | 1900. | 1910. | 1921. | 1931. | 1948. | 1953. | 1961. | 1971. | 1981. | 1991. | 2001. | 2011. | 2021. |